# Potnia venosa
Potnia venosa är en insektsart som beskrevs av Ernst Friedrich Germar. Potnia venosa ingår i släktet Potnia och familjen hornstritar. Inga underarter finns listade i Catalogue of Life.